# Grabovica, Šavnik
Grabovica este un sat din comuna Šavnik, Muntenegru. Conform datelor de la recensământul din 2003, localitatea are 39 de locuitori (la recensământul din 1991 erau 45 de locuitori).

## Demografie
În satul Grabovica locuiesc 35 de persoane adulte, iar vârsta medie a populației este de 55,3 de ani (53,1 la bărbați și 57,4 la femei). În localitate sunt 16 gospodării, iar numărul mediu de membri în gospodărie este de 2,44.
|  |

| Demografie | Demografie | Demografie |
| An         | Locuitori  | Locuitori  |
| ---------- | ---------- | ---------- |
|            |            |            |
|            |            |            |
|            |            |            |
|            |            |            |
| 1948       | 247        |            |
| 1953       | 255        |            |
| 1961       | 199        |            |
| 1971       | 168        |            |
| 1981       | 117        |            |
| 1991       | 45         | 45         |
| 2003       | 44         | 39         |

| \| Componența etnică conform recensământului din 2003[2] \| Componența etnică conform recensământului din 2003[2] \| Componența etnică conform recensământului din 2003[2] \| Componența etnică conform recensământului din 2003[2] \| Componența etnică conform recensământului din 2003[2] \| \| ----------------------------------------------------- \| ----------------------------------------------------- \| ----------------------------------------------------- \| ----------------------------------------------------- \| ----------------------------------------------------- \| \| \| \| \| \| \| \| Muntenegreni \| Muntenegreni \| \| 28 \| 71,79% \| \| Sârbi \| Sârbi \| \| 10 \| 25,64% \| \| Croați \| Croați \| \| 1 \| 2,56% \| \| necunoscută \| necunoscută \| \| 0 \| 0% \| |              |  |    |        |
| Componența etnică conform recensământului din 2003 |              |  |    |        |
| |              |  |    |        |
| Muntenegreni | Muntenegreni |  | 28 | 71,79% |
| Sârbi | Sârbi        |  | 10 | 25,64% |
| Croați | Croați       |  | 1  | 2,56%  |
| necunoscută | necunoscută  |  | 0  | 0%     |